# Iuri Medeiros
Pour les articles homonymes, voir Medeiros.
Iuri José Picanço Medeiros, abrégé Iuri Medeiros, né le 10 juillet 1994 à Horta, est un footballeur portugais. Il évolue au poste d'ailier à Újpest FC.

## Carrière

### En club
Après avoir disputé dix-sept matchs et marqué trois buts avec le FC Arouca en prêt lors de la deuxième partie de la saison 2014-2015, Iuri Medeiros est de nouveau prêté, au Moreirense FC, pour 2015-2016,. Il est prêté au Boavista FC pour la saison 2016-2017.

### En sélection
Il participe à l'Euro espoirs 2015 avec l'équipe du Portugal espoirs. Lors de cette compétition, il joue quatre matchs, délivrant une passe décisive. Le Portugal est battu en finale par la Suède.

## Statistiques
| Saison                | Club                  | Championnat           | Championnat | Championnat | Coupe nationale | Coupe nationale | Coupe de la Ligue | Coupe de la Ligue | Total | Total |
| Saison                | Club                  | Division              | M.          | B.          | M.              | B.              | M.                | B.                | M.    | B.    |
| 2012-2013             | Sporting Portugal B   | Segunda Liga          | 10          | 0           | -               | -               | -                 | -                 | 10    | 0     |
| 2013-2014             | Sporting Portugal B   | Segunda Liga          | 39          | 10          | -               | -               | -                 | -                 | 39    | 10    |
| 2014-2015             | Sporting Portugal B   | Segunda Liga          | 18          | 2           | -               | -               | -                 | -                 | 18    | 2     |
| Sous-total            | Sous-total            | Sous-total            | 67          | 12          | -               | -               | -                 | -                 | 67    | 12    |
| 2014-2015             | FC Arouca (prêt)      | Primeira Liga         | 17          | 3           | 0               | 0               | 1                 | 0                 | 18    | 3     |
| 2015-2016             | Moreirense FC (prêt)  | Primeira Liga         | 29          | 8           | 0               | 0               | 4                 | 1                 | 33    | 9     |
| 2016-2017             | Boavista FC (prêt)    | Primeira Liga         | 27          | 7           | 1               | 0               | 1                 | 0                 | 29    | 7     |
| Sous-total            | Sous-total            | Sous-total            | 73          | 18          | 1               | 0               | 6                 | 1                 | 80    | 19    |
| Total sur la carrière | Total sur la carrière | Total sur la carrière | 140         | 30          | 1               | 0               | 6                 | 1                 | 147   | 31    |

## Palmarès
Avec le SC Braga, Iuri Medeiros est finaliste de la Coupe du Portugal en 2023.
Il est finaliste de l'Euro espoirs en 2015 avec l'équipe du Portugal.